# Tarsia
Tarsia est une commune de la province de Cosenza, dans la région de Calabre, en Italie.

## Histoire
Pendant la Seconde Guerre mondiale, Benito Mussolini y construit le plus grand camp de concentration fasciste d'Italie, (en) le camp d'internement de Ferramonti. Y étaient principalement emprisonnés des Juifs et des minorités ethniques considérées comme des ennemis par le régime fasciste (Slaves, Grecs, Chinois). Le camp est libéré par les Britanniques le 14 septembre 1943.

## Administration
| Période                                  | Période | Identité | Étiquette | Qualité |
| ---------------------------------------- | ------- | -------- | --------- | ------- |
|                                          |         |          |           |         |
| Les données manquantes sont à compléter. |         |          |           |         |

### Communes limitrophes
Bisignano, Corigliano Calabro, Roggiano Gravina, San Demetrio Corone, San Lorenzo del Vallo, San Marco Argentano, Santa Sofia d'Epiro, Spezzano Albanese, Terranova da Sibari